# Dieter Bähr
Dieter Hans Bähr (* 17. Februar 1932 in Weißenfels; † 7. August 2008) war ein deutscher Anglist und Professor an der Freien Universität Berlin.

## Leben
Bähr erlangte 1950 das Abitur an der Goethe-Oberschule in Weißenfels und begann anschließend ein Studium der Anglistik und Romanistik an der Martin-Luther-Universität Halle-Wittenberg, das er ab 1952 an der Freien Universität Berlin fortführte. Dort wurde er 1959 mit einer Dissertation über den Wandel des englischen Freiheitsbegriffs im Mittelalter promoviert.
Bähr lehrte Englische Sprachgeschichte und Literatur des Mittelalters sowie Englische Sprachgeografie an der Freien Universität Berlin. Dabei war er zunächst Akademischer Rat und ein Jahr später ab 1971 Hochschullehrer. Am Institut für Englische Philologie der Freien Universität war er insgesamt 24 Jahre in Lehre und Forschung tätig.

## Schriften (Auswahl)
- Standard English und seine geographischen Varianten. Fink, München 1974.
- Einführung ins Mittelenglische. Fink, München 1975. 4. Auflage: UTB, Stuttgart 1997.
- Die englische Sprache in Kanada: Eine Analyse der "Survey of Canadian English". Narr, Tübingen 1981.
- Die Substitution von singulären Termen in opaquen Kontexten oder wie schwierig es ist, über die Einstellungen von anderen Menschen zu sprechen. Narr, Tübingen 1986.
- Spätaltenglisch: Eine Einführung in die historische englische Sprachwissenschaft. Lexikographisches Institut, Berlin 1995.
- Abriß der englischen Sprachgeschichte: Nebst spätmittelenglischen Sprachproben. Lexikographisches Institut, Berlin 1995.
- Einführung in das Altenglische. Fink, München 2001.